# Honda Shadow

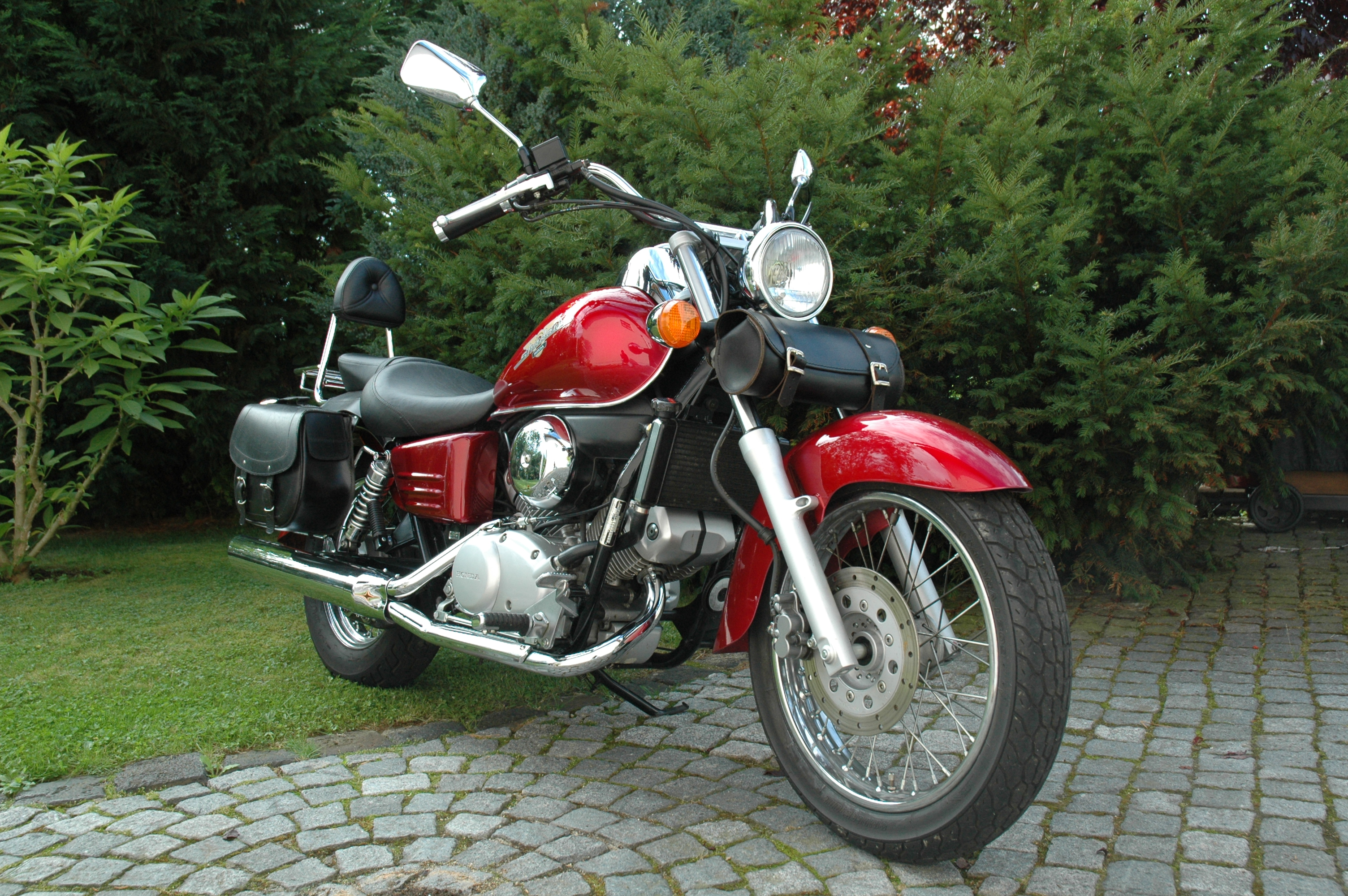
Una Honda VT125C Shadow roja

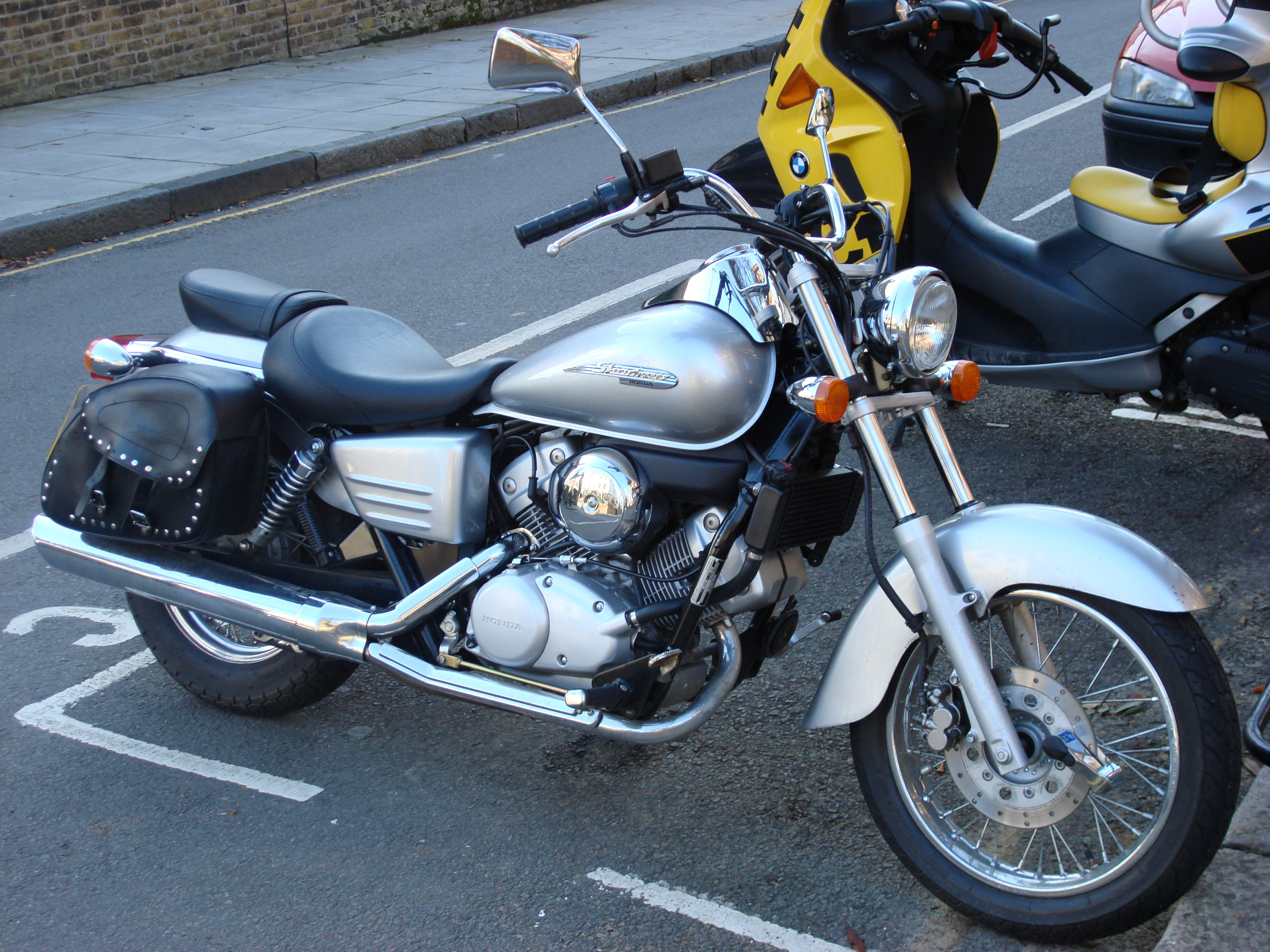
Una Honda Shadow de color plateado

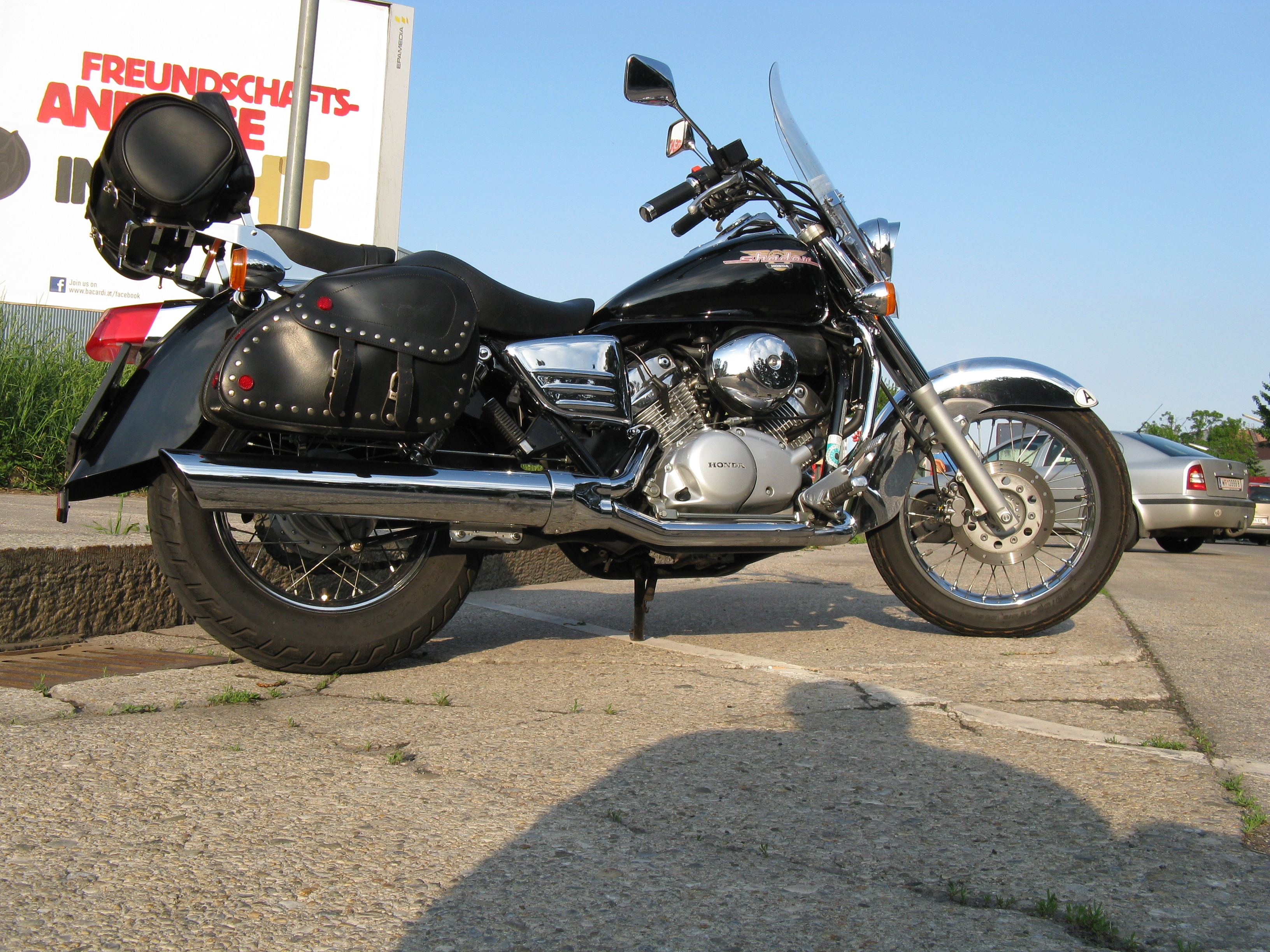
Una Honda VT 125 Shadow C JC29 negra construida en 1999 con partes custom originales Honda

La Honda Shadow se refiere a una familia de motocicletas tipo crucero fabricadas por Honda desde 1983. La línea de motocicletas Shadow tienen motor enfriado a líquido bicilíndrico en V a 45 o 52 grados y un desplazamiento entre 125 y 1,100 cc. La  Honda CMX250C de 250 cc se vende como Honda Shadow en ciertos mercados.

## Historia

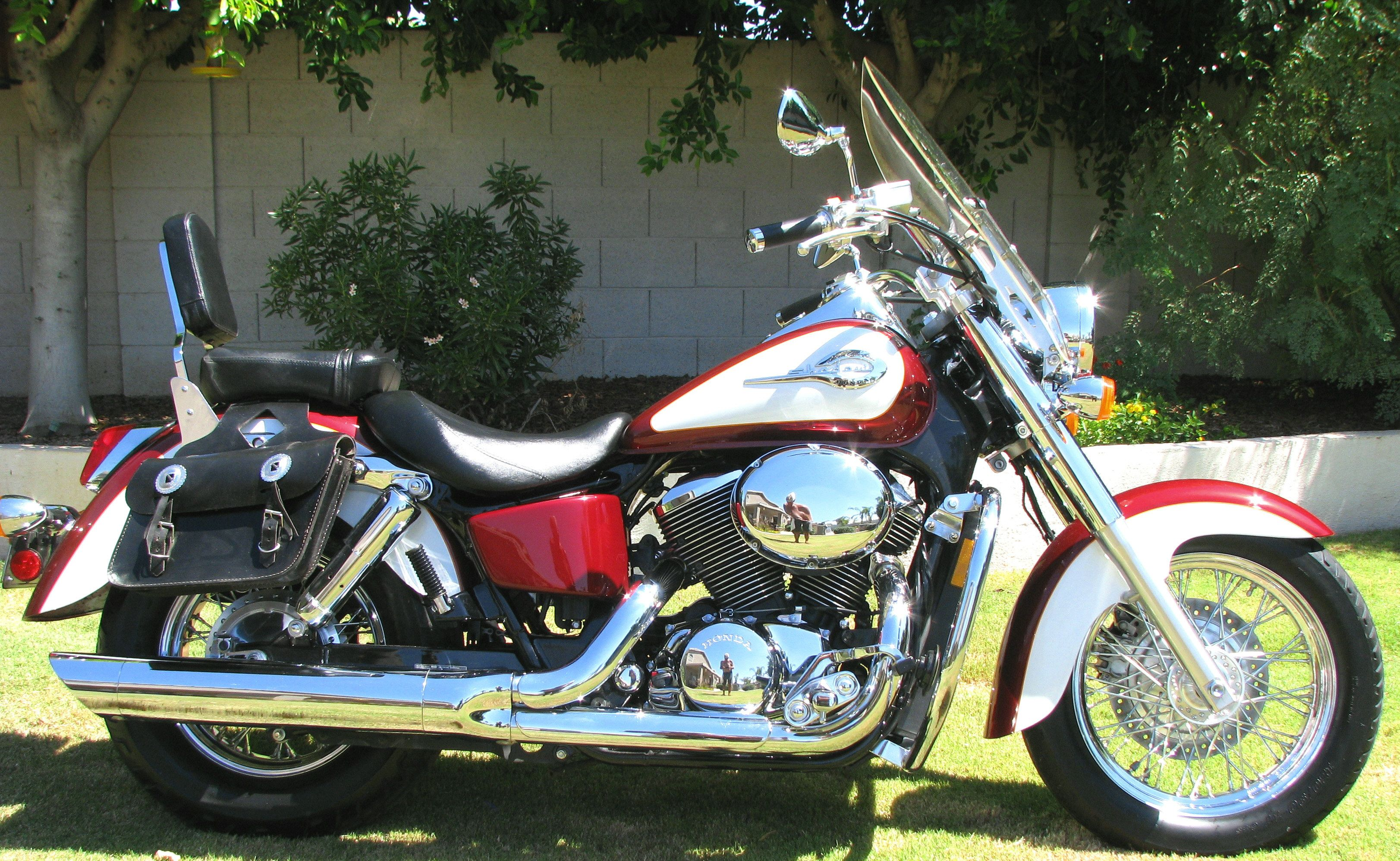
Honda Shadow 750 Ace

En 1983, Honda introdujo su línea Shadow de motocicletas en un intento de saciar las necesidades del mercado americano de motocicletas crucero con la VT500c y la VT750c. Sin embargo, debido a restricciones en Estados Unidos a la importación de motocicletas de cilindradas mayores a 700 cc a la VT750c se le redujo el desplazamiento a 700 cc en 1984 vendiéndose como el modelo Vt700c. En 1985, la tarifa se eliminó de modo que la línea de motos se expandió hasta incluir modelos con motores con un desplazamiento de 1,100 cc como la VT1100c. La VT750c fue reemplazada por una versión de 800 cc, la VT800c en 1988.
La VT600c fue lanzada en 1988 como la nueva Honda Shadow para principiantes, aunque aún más poderosa que la Honda Rebel. La línea cambió muy poco hasta la introducción de la  Honda Shadow Ace de 750 cc en 1997. Del 2000 al 2007, la Honda Shadow Sabre reemplazó a la VT1100 hasta que la clase de 1,100 cc fue descontinuada por la nueva línea VTX, específicamente la de 1,300 cc conocida como la VTX1300. En el 2011, la línea Shadow se limitó a una sola motocicleta crucero de 750 cc disponible en las versiones Spirit, Aero, Phantom y RS. Todos los otros tamaños de motor se ofrecen en las líneas VTX o Rebel.
La RS y la Phantom son los 2 últimas versiones de la Shadow de 750 cc del año 2010. Ambas tienen inyección de combustible. La Shadow RS tiene el estilo de motos de arrancones con transmisión final a cadena, tanque tipo 'cacahuate' y una altura de asiento ligeramente mayor ( 29 plg (737 milímetros) ) con estribos ligeramente atrasados con respecto a su posición en una crucera convencional ( o sea más hacia una posición de manejo media). Phantom tiene una posición de manejo de una crucero tradicional.

## Modelos

### 125 cc
La Honda 125 está orientada, principalmente, para el mercado europeo e Inglaterra, ya que cumple las restricciones para pilotos principiantes de Inglaterra y las licencias de motos de baja cilindrada de Europa. Tiene una transmisión final a cadena en lugar del cardán de las máquinas más grandes. Sus ventas finalizaron en el 2009.

### 500 cc VT
La Shadow 500cc "VT500C" introducida en 1983 tenía tapas laterales cromadas y negras para el motor. El faro era rectangular y cromado y tenía una sola corneta para el claxon. El motor era el de la  Honda VT500, un 491 cc de 2 cilindros en V con árbol de levas en la cabeza (OHC) para 3 válvulas por cilindro, enfriado a líquido, con caja de 6 velocidades y transmisión final a cardán.
En 1984, la "VT500C' tenía el mismo color para el tanque de combustible y la salpicadera trasera. La salpicadera delantera estaba cromada y las tapas laterales del motor de color negro. El faro estaba cromado y abajo del mismo, una sola bocina de claxon. El motor era el mismo que el de 1983.
En 1985 la "VT500C" tenía faros delanteros cromados y redondeados con 2 bocinas de claxon. Un asiento de 2 secciones con respaldo para el pasajero. A partir de ese año las tapas del motor fueron cromadas y las  aletas de disipación de calor del motor se agrandaron. El letrero "Honda" del tanque era curvo en lugar de recto.
Para el modelo de 1986, la "VT500C" no tuvo cambios.

### 600 cc VT

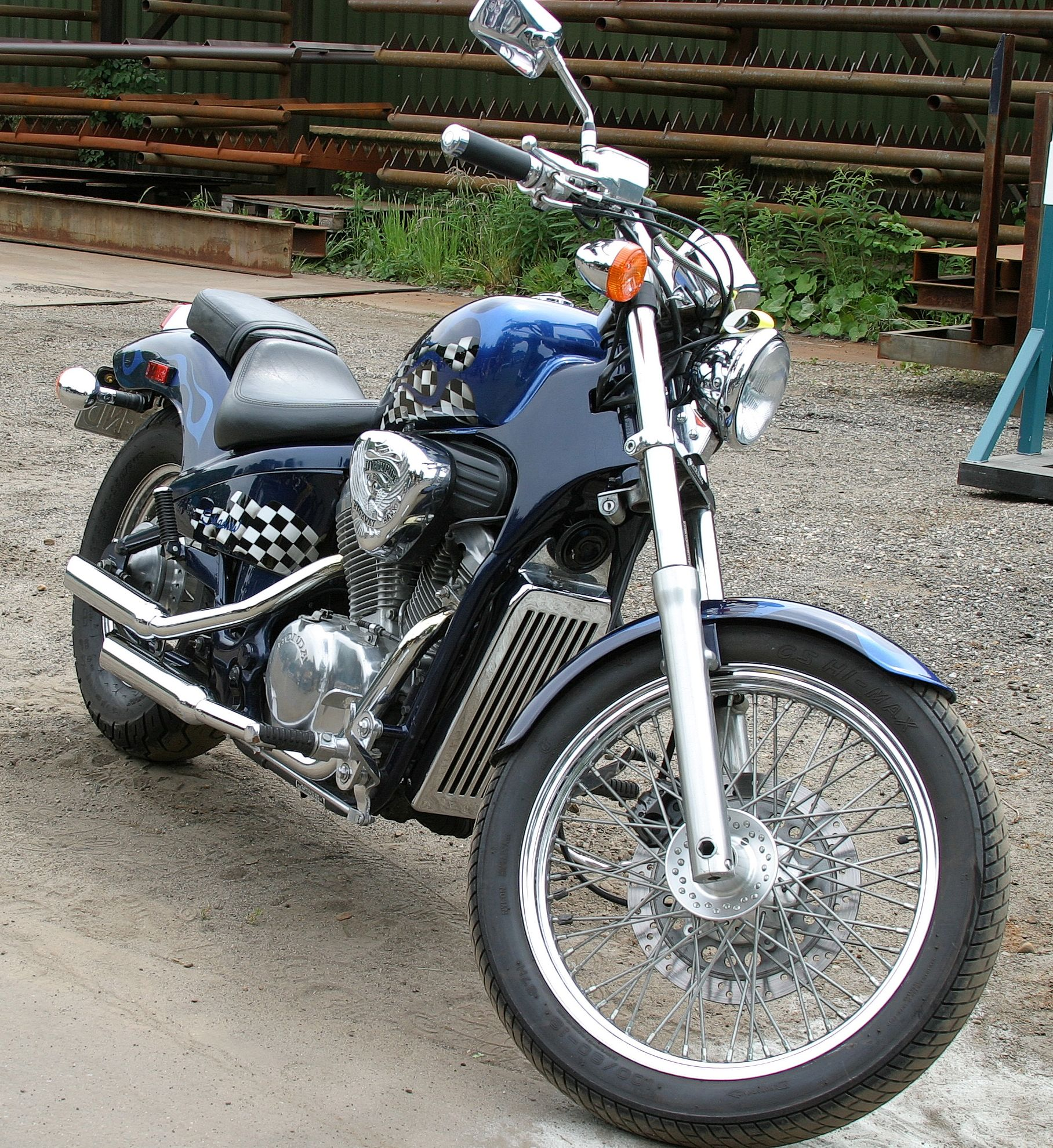
Honda Shadow VT600

La "VLX" "Shadow 600" (alias "VT600C") fue introducida como una modelo nuevo en 1988.   Tenía un solo amortiguador atrás, posición muy baja del asiento del conductor  27,1 pulgadas (688,3 mm), batalla larga (63,2 pulgadas (1605,3 mm)), con un tanque de combustible de 9 l. El motor era un bicilíndrico en V a 52 grados, con un desplazamiento de 583 cc, SOHC para 3 válvulas por cilindro y estaba enfriado a líquido. Tenía una caja de 4 velocidades y transmisión final a piñón y cadena. Los rines de las ruedas eran de rayos.
En 1989, la VLX VT600C se mantuvo sin cambios durante los siguientes años, pero no hubo modelo en el año 1990. En 1991 se ofreció sólo en color negro.
Una nueva versión de lujo "VT600CD" fue introducida en 1993 que tenía más cromo en el motor y sus tapas. El asiento de la versión de lujo era más suave y doblado. A partir de 1994 el modelo de lujo "VT600CD" se volvió el modelo estándar VLX.
El modelo VLX 600 se fabricó hasta el año 2008 incluido.

### 700-800 cc VT

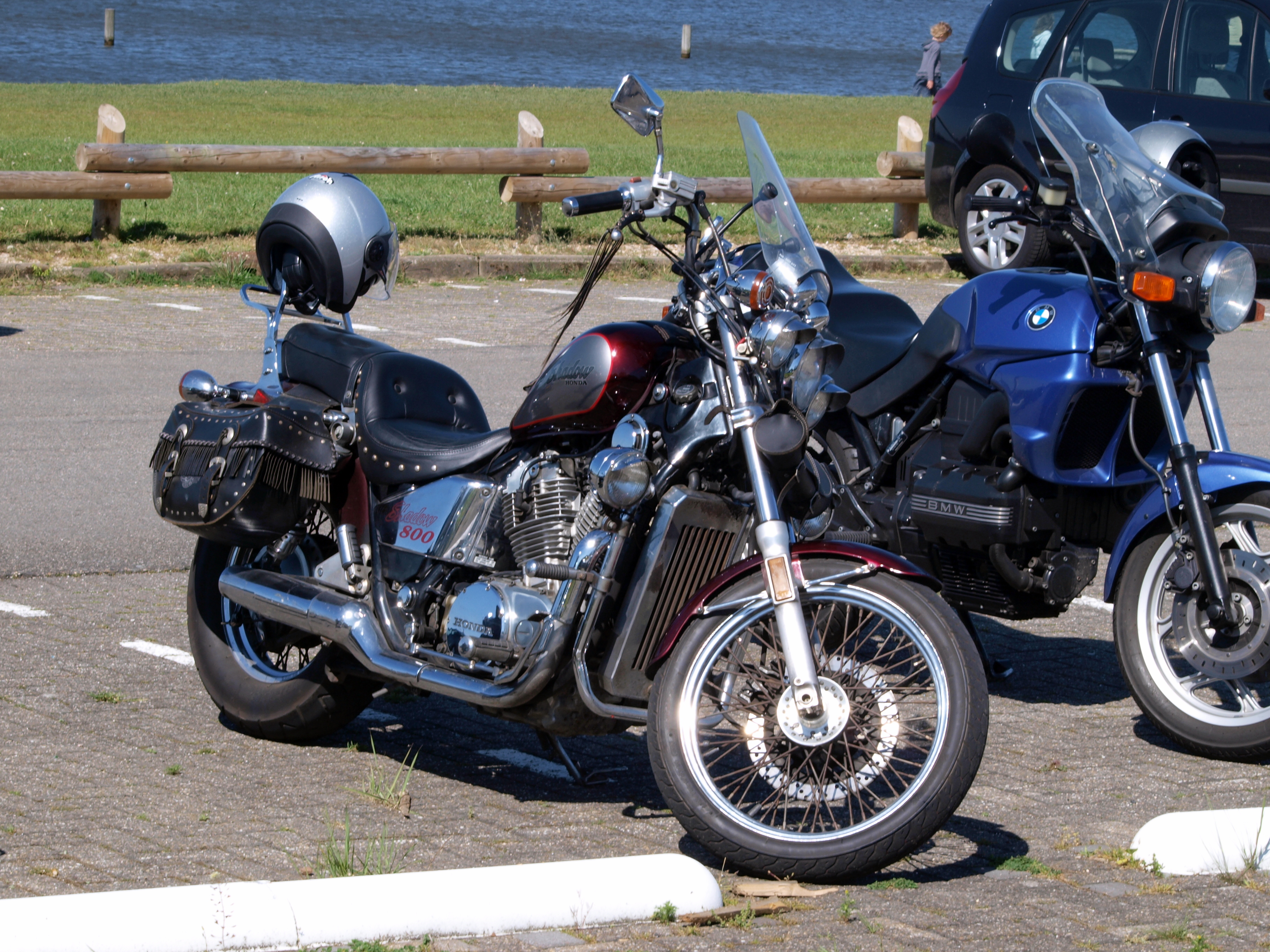
Honda VT800 Shadow fotografiada en Valkenburg, South Holland

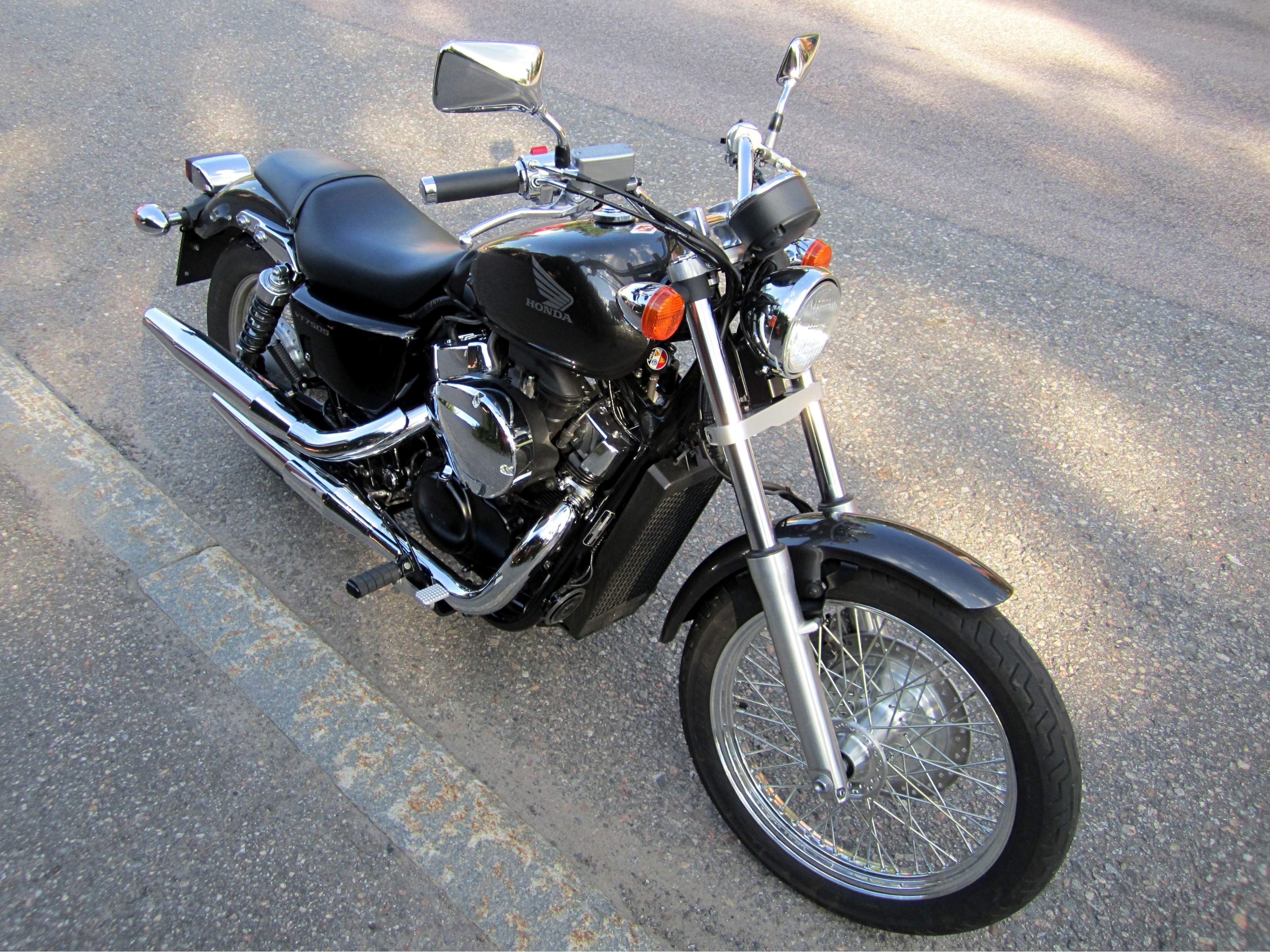
Honda Shadow VT750S 2011

La "VT750C" también se introdujo al mercado en 1983 junto con la VT500c. Características especiales para identificarla eran su faro redondo, el tablero de instrumentos y la salpicadera delantera cromada. El respaldo trasero era equipo de norma. Los paneles laterales tenían el letrero "Shadow 750" pintado. El motor era un bicilíndrico en V, con un desplazamiento de 749 cc SOHC de 3 válvulas por cilindro enfriado a líquido. Caja de 6 velocidades con transmisión final a cardán.
La "VT700C" fue introducida en 1984 como resultado directo de las tarifas impuestas a las importaciones de motocicletas japonesas. Estados Unidos incrementó las tarifas de importación para las motocicletas japonesas con motores de desplazamiento mayor a 700 cc. Así que la capacidad del motor de 750 cc se redujo a 700  para lograr introducir las motos al mercado norteamericano. Las características especiales de identificación son su faro redondo, el tablero de instrumentos y la salpicadera delantera cromada. La rueda delantera tenía freno de doble disco y 2 cornetas de claxon montadas al frente. Los paneles laterales tenían la leyenda "Shadow 700". El motor era un bicilíndrico en V enfriado a líquido, con SOHC y 3 válvulas por cilindro de 694 cc de capacidad, con caja de 6 velocidades y transmisión de cardán.de 1984 a 1987. Se usaron buzos hidráulicos para las válvulas y 2 bujías por cilindro. La "VT750C" siguió disponible para los demás países.
En 1985, la "VT700C" tenía paneles laterales cromados. El motor era el mismo que el motor del modelo de 1984.
En 1986, el guardabarros trasero cambió a un estilo más redondeado en la "VT700C". El motor se mantuvo igual al de 1984 con excepción de que estaba pulido en lugar de negro y el panel lateral derecho del motor pintado de negro. Los silenciadores estaban más abajo y eran más rectos Los estribos delanteros y controles se movieron hacia adelante. Los estribos traseros se hicieron sólidos y el respaldo trasero se hizo opcional para ese año. Las llantas cambiaron de 10 a 5 brazos y los tapones estaban cromados. La "VT750C" siguió disponible para los demás países.
La "VT700C" de 1987 tenía el mismo motor que el modelo de 1986 pero sin el desplazamiento pintado en los paneles laterales. Los paneles laterales eran cromados y las llantas eran de 5 brazos con freno de disco sencillo en la rueda delantera.
La "VT750C" siguió estando disponible fuera de los Estados Unidos con su mayor desplazamiento.
En 2004, la VT750C Shadow Aero fue rediseñada con guardabarros (salpicaderas) con faldones más grandes para crear una imagen más retro. También cambió de transmisión final de cadena a un eje cardán sellado el cual requiere de un menor mantenimiento. El motor se mantuvo en V pero tenía 2 bujías por cilindro par incrementar la eficiencia en la combustión. Se le eliminó un carburador de modo que pasó a tener un solo carburador para los 2 cilindros.
En 2010, se cambió el estilo a la VT750RS (VT750S fuera de EE. UU.) con una cadena de transmisión sellada (O-ring chain|O-ring-sealed chain) al lado de sus más pesadas compañeras la Shadow Phantom, la Aero y la Spirit 750  de transmisión de cardán.

#### VT400 réplica
Honda Japón creó una serie de modelos (ホンダ・シャドウ) para el mercado japonés en 1997, prácticamente idénticas a la serie VT750 pero con motores de menores desplazamientos. En 2009, Honda Australia importó la VT400 del mercado japonés, comercializándola junto con la popular VT750.

### VT1100C
La "VT1100C" fue introducida en 1985. Sus 2 cornetas aún están al frente y las luces direccionales de forma cuadrada. Los medidores de temperatura y nivel de combustible se encuentran en el tanque. El motor  tiene un desplazamiento de 1,099 , SOHC, enfriado por líquido, transmisión de 5 velocidades, 2 cilindros en V. El motor es el mismo para el modelo de 1986.
La "VT1100C" de 1987 cambió su look con una menor altura del asiento (26 pulgadas (660 mm)), una batalla más larga (65 pulgadas (1651 mm)), un tanque de combustible de 13 l, un diseño de horquilla extendida al frente 41 mm (1,6 pulgadas). Los 2 silenciadores a lo largo del lado derecho y un pequeño respaldo para el asiento de atrás. El motor es de 4 tiempos con un desplazamiento de 1,099 , SOHC, enfriado por líquido, transmisión de 4 velocidades, 2 cilindros en V, transmisión final a cardán. Visualmente la VT1100C seguía el estilo de la Harley-Davidson FXDWG Wide Glide.
La "VT1100C" no se fabricó en 1991, pero su producción se reanudó en 1992 con un sello de "Hecho en EUA" ("Made in the USA") en el asiento. Ese año todas las motocicletas tenían la opción de un dispositivo reductor de emisiones requerido por California en EE. UU. montado debajo del radiador.

### American Classic Edition (A.C.E.)

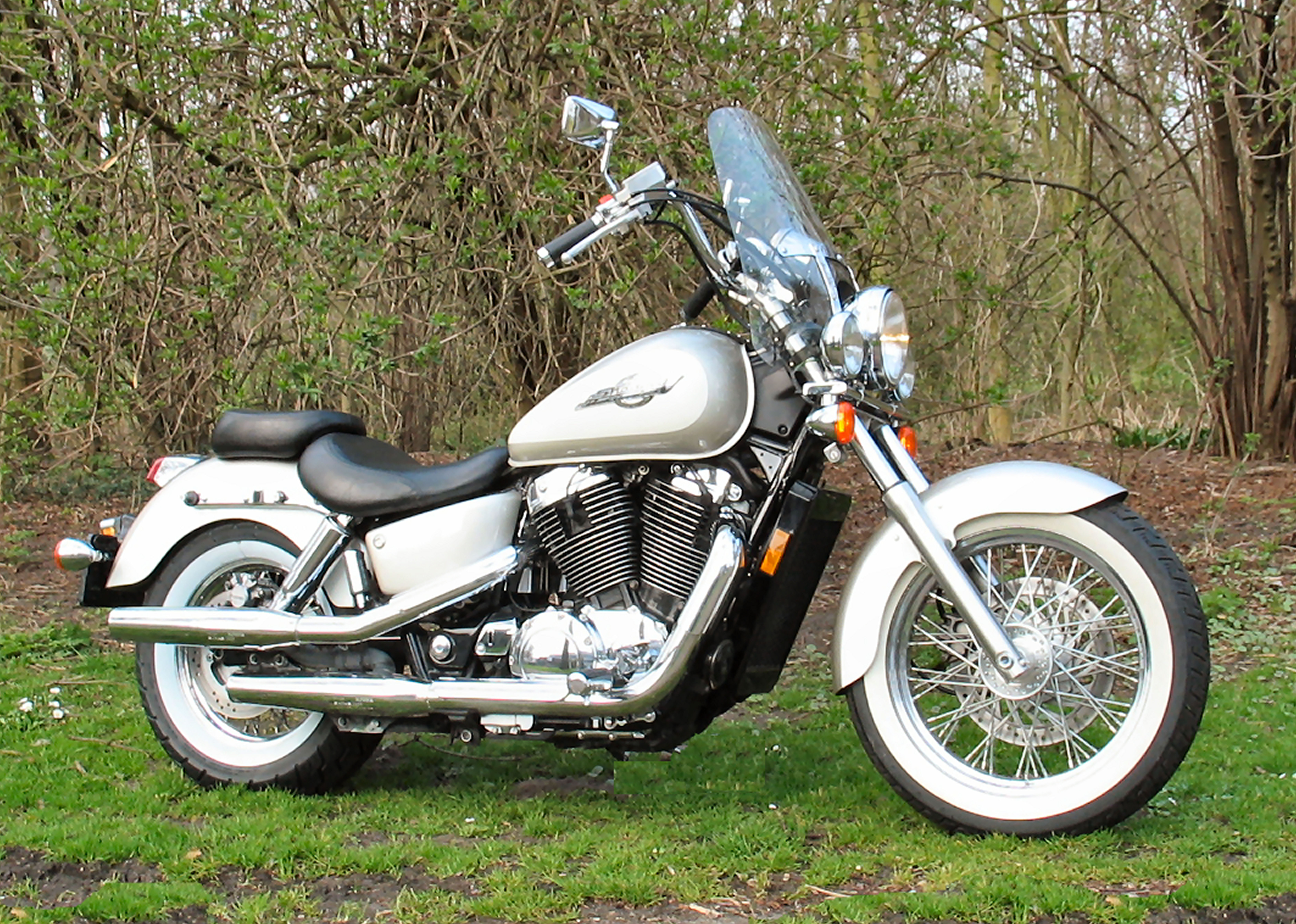
1997 Honda VT1100C ACE

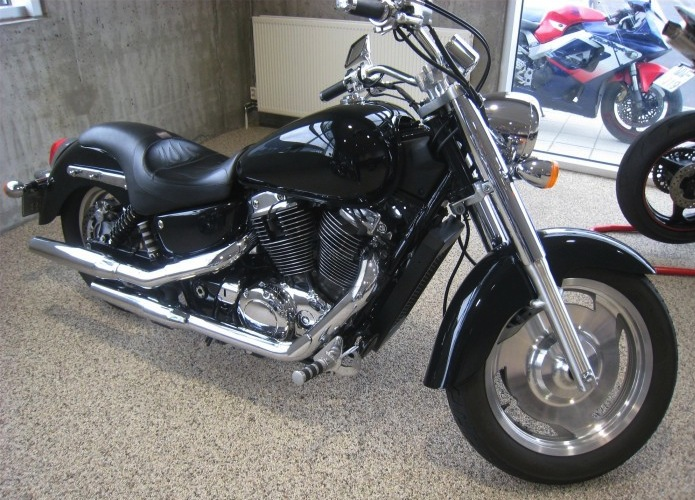
Honda Shadow Sabre 1100

En 1995, el mercado de los motores gemelos en V entró en boga, el mercado se expandió y todos los fabricantes creaban lo más innovador, más grande y expandían sus líneas de motocicletas. La American Classic Edition fue introducida ese año. Tenía un mayor estilo retro que el modelo estándar con vibraciones y sonido inducidos al estilo 'Harley-Davidson por tener un solo muñón compartido en el cigüeñal, también tenía 10 HP menos.

#### 1997
1997 vio el modelo Standard reemplazado por el Spirit con más cromo en el motor pero el mismo motor que el modelo estándar. Una ACE Tourer fue introducida con un motor basado en la  1100 Spirit pero con el estilo de la ACE.  La ACE Tourer venía con un sistema de escape que va de los dos cilindros a un tuvo a dos salidas y con dos alforjas rígidas del color de la moto.  Las últimas 6,000+ motos Tourer fueron producidas en enero de 2001.

#### 1998
En los EE. UU., la Shadow 750 ACE (VT750C), y la ACE Deluxe (VT750CD) de trasmisión de cadena fueron introducidas como modelos de 1999.
En 1998 Honda introdujo la VT1100C3 Aero, con motor basado en la VT1100C3 ACE, pero con un tubo de escape de 2 a 1 más grande y un estilo más retro. La 1100 Aero fue descontinuada después del modelo 2002, y la moto de eje cardán VT750C Shadow Aero fue introducida como la única crucera  de Honda de 750 cc para el 2004. La 750 Spirit y la ACE tuvieron sus últimos modelos en el 2003.
En 1999 una Tourer fue agregada como el modelo Interstate. A través de todos esos años la VLX se mantuvo esencialmente sin cambios mecánicos, pero los modelos y opciones cambiaron año con año. Mientras muchos de los fabricantes de motos optaban por expandir sus líneas de 1500 cc, Honda optó por dotar la Gold Wing Interstate Basic Valkyrie con 6 carburadores aumentándole su desempeño.

#### 2000
Honda introdujo la Shadow Sabre o VT1100C2, con motor basado en el de la Honda VT1100. Lo más notable de la misma fue el rin delantero de aluminio.
Algunos modelos tuvieron transmisión a cadena, pero el eje cardán regresó en 2004.
2009 fue el último año que la Honda fabricó la Shadow Sabre.
También podemos incluir a la honda Shadow Spirit VT 1100 la cual dejó de ser fabricada en 2007 con pocos cambios en sus últimas ediciones.

## Pruebas
- 2000 Honda Shadow 1100 Sabre
- 2001 Honda Shadow 750 Spirit
- 2007 Honda Shadow Spirit 750 - 1st Ride